# Abraxas confluens
Abraxas confluens là một loài bướm đêm trong họ Geometridae.